# Nikolai Nikolajewitsch Rajewski

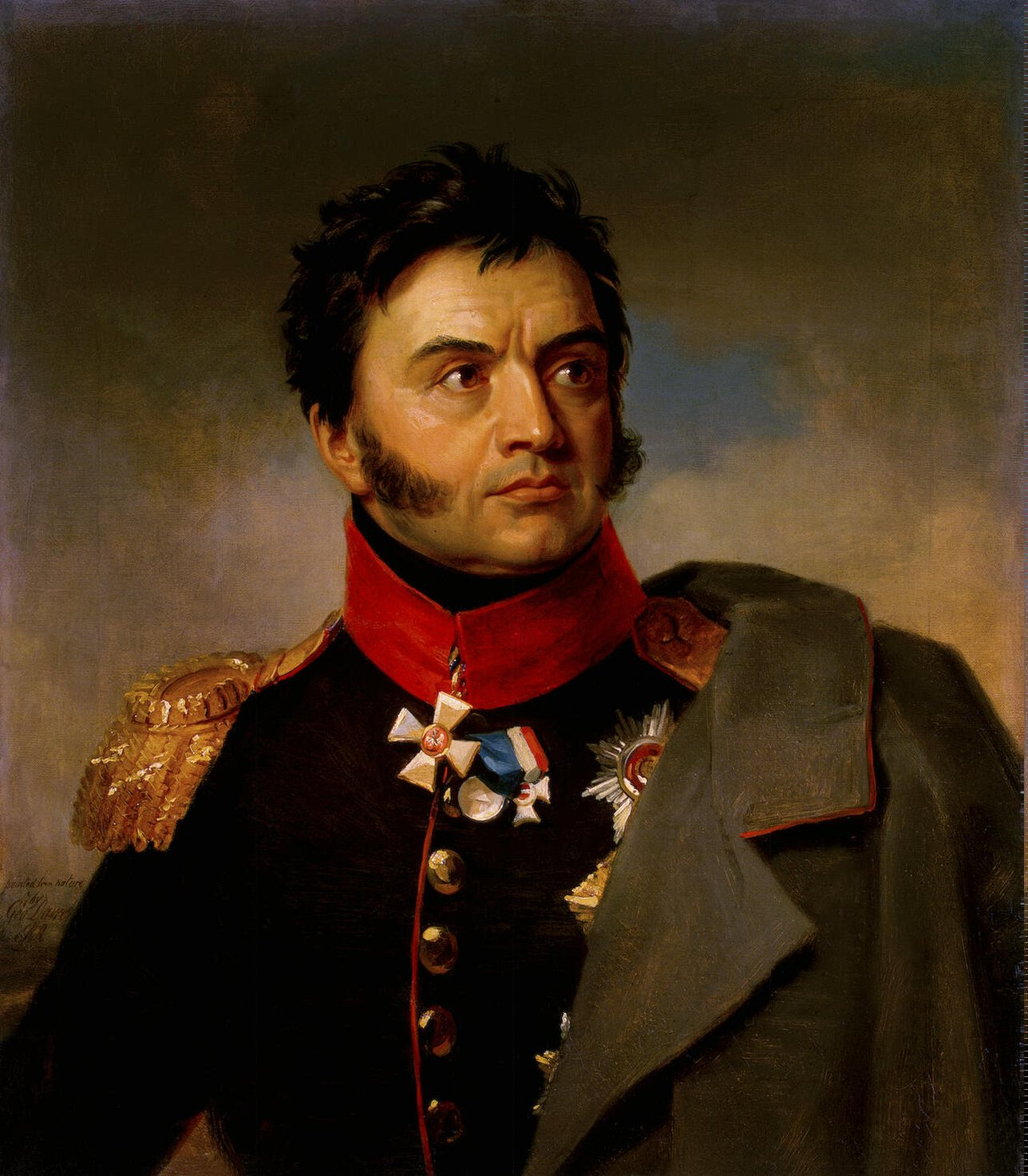
Nikolai Nikolajewitsch Rajewski

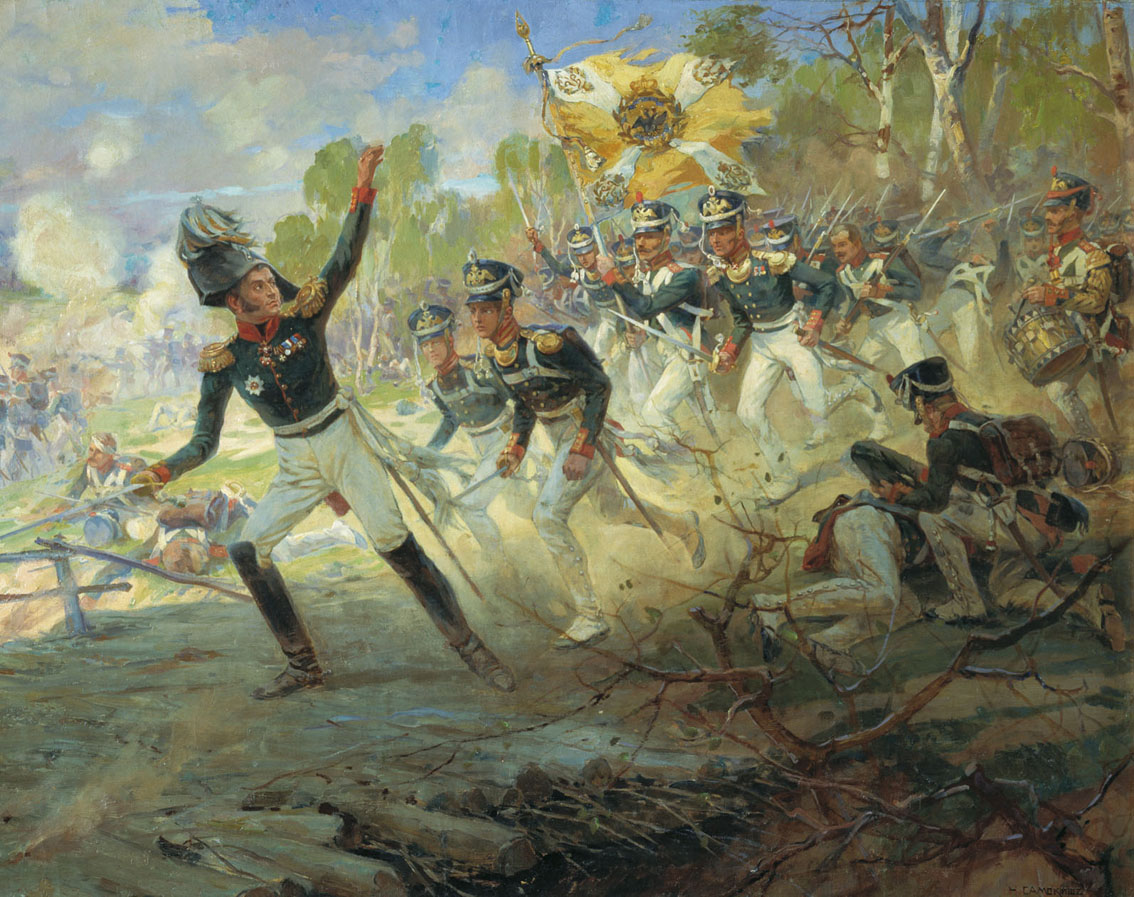
Nikolay Samokish: Der Mut des Generals Rajewski in der Schlacht (Gemälde 1912)

Nikolai Nikolajewitsch Rajewski (russisch Николай Николаевич Раевский, wiss. Transl. Nikolaj Nikolaevič Raevskij; * 14. Septemberjul. / 25. September 1771greg. in Sankt Petersburg; † 16. Septemberjul. / 28. September 1829greg.) war ein russischer General der Kavallerie während der napoleonischen Kriege.
Nach Einsätzen im Russisch-Türkischen Krieg von 1787–1792, im Russisch-Polnischen Krieg von 1792 und im Russisch-Persischen Krieg von 1796 entließ ihn Zar Paul I. 1796. Unter Zar Alexander I. kehrte er 1801 für einige Monate im Rang eines Generalmajors in die Armee zurück, trat Ende 1801 jedoch aus familiären Gründen in den Ruhestand.
1807 wurde er für den 4. Koalitionskrieg reaktiviert, er nahm an den Schlachten von Heilsberg und Friedland teil. Wegen seiner Erfolge während des Russisch-Schwedischen Krieges 1808/09 wurde Rajewski zum Generalleutnant befördert. Im Anschluss wurde er in Moldawien gegen die Türken eingesetzt.
Nach der Invasion Napoleons in Russland 1812 kommandierte Rajewski das 7. Infanterie-Corps der 2. Armee unter Bagration, die in mehrere schwere Rückzugsgefechte – unter anderem bei Smolensk – verwickelt wurde. Bei der Schlacht von Borodino sicherten die von Rajewski geführten Truppen im Zentrum bei Semjenowskoje, wofür er mit dem Orden des Heiligen Georg 3. Grades ausgezeichnet wurde.
Rajewski nahm als Kommandeur des 3. russischen Grenadierkorps bis 1814 an den Koalitionskriegen gegen Napoleon teil, die zur Eroberung von Paris führten; allerdings musste er sein Kommando wegen seines schlechten gesundheitlichen Zustands zwischenzeitlich abgeben.  
Nach den Napoleonischen Kriegen zog er, auch wegen seiner Gesundheit, auf die Krim, wo er viel Zeit mit dem jungen Puschkin verbrachte, der sowohl mit Rajewski als auch mit dessen Söhnen befreundet war.

## Familie
Rajewski entstammte einer alten Adelsfamilie. Sein Vater Nikolai Semjonowitsch fiel im Rang eines Majors kurz vor der Geburt seines Sohnes im 5. Russischen Türkenkrieg; seine Mutter Jekaterina Samoilowna war eine Nichte Potemkins. 
1794 heiratete er Sofia Konstantinowa, eine Enkelin des Universalgelehrten Lomonossow. Das Paar hatte vier Töchter und zwei Söhne, die Söhne und Schwiegersöhne waren am Dekabristenaufstand beteiligt. Die Tochter Maria Nikolajewna Wolkonskaja begleitete ihren Mann in die sibirische Verbannung und galt dort als Begründerin des Sozialsystems.